# 新翠商場 (柴灣)

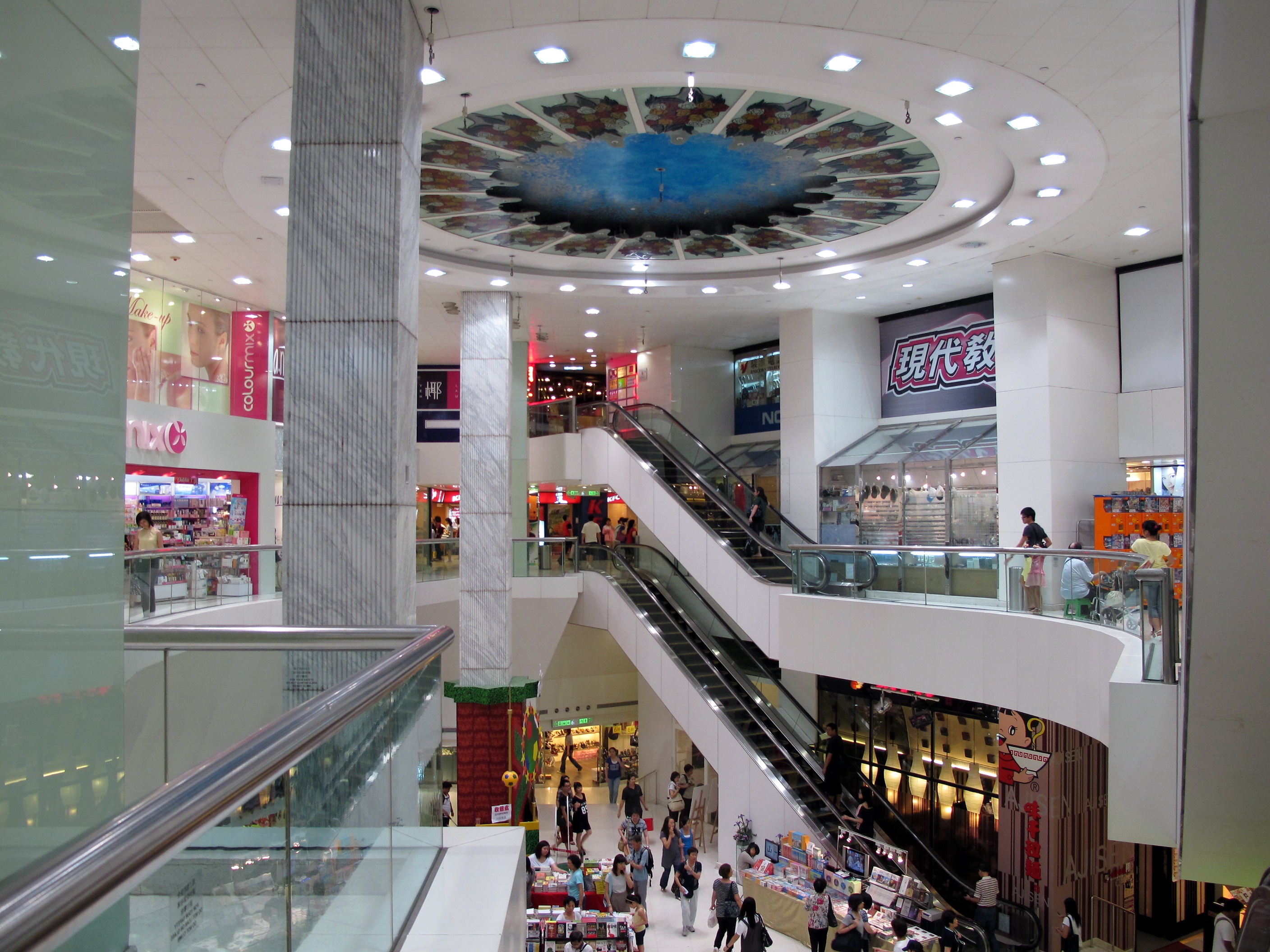
商場中庭

新翠商場（英語：New Jade Shopping Arcade）為香港東區中型商場之一，位處港鐵柴灣站上蓋，設於新翠花園的基座，鄰近港鐵柴灣站，為柴灣最大規模商場之一，商場樓高3層，有85,024平方呎。新翠商場除了4樓最高層外所有樓層的發展商為新鴻基地產，為旗下重點商場之一。

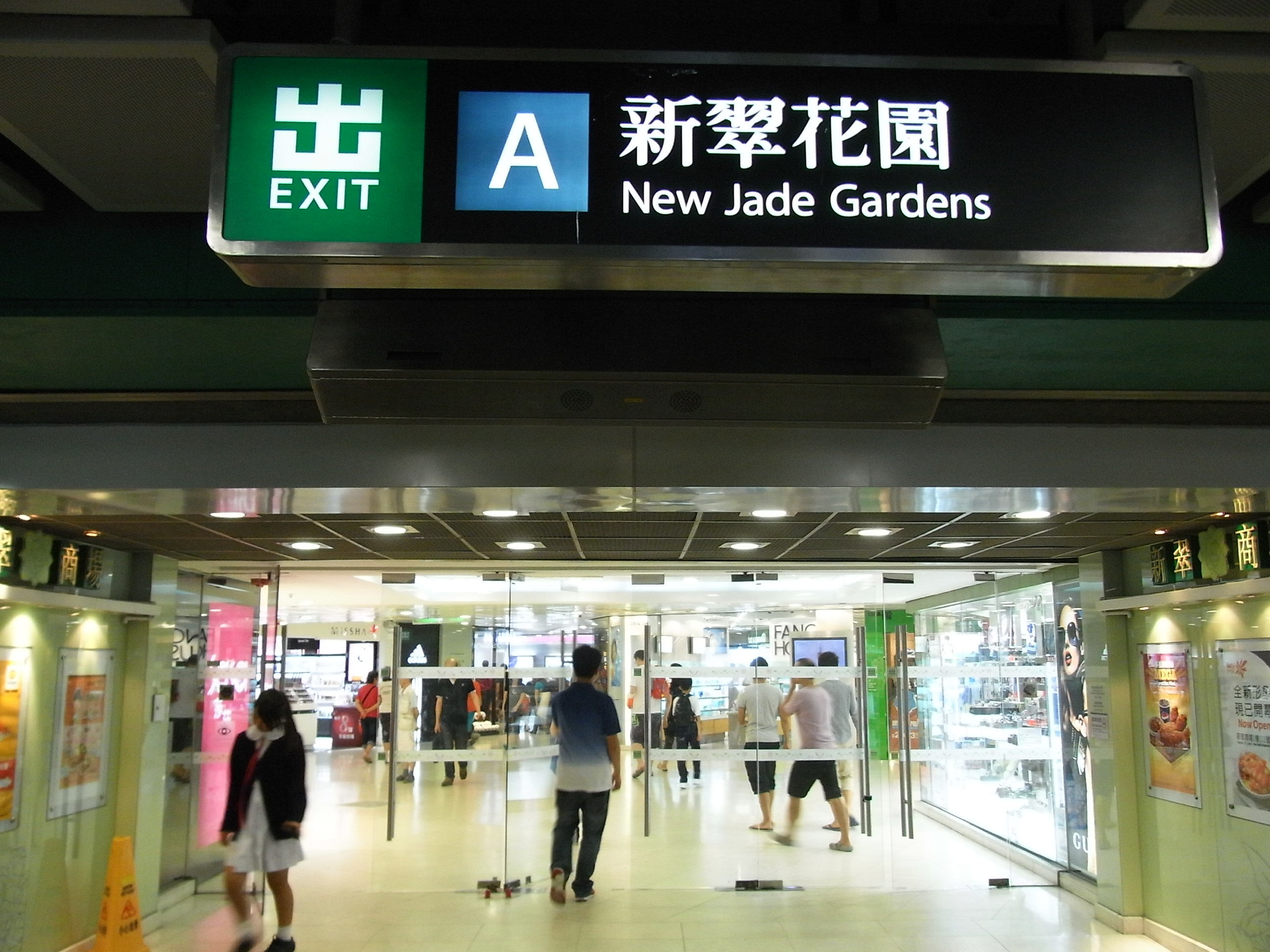
商場另外兩個出入口，連接港鐵柴灣站A、E兩個出口。

## 歷史
新翠商場的特色為同一商場建築物分別擁有不同發展商的管理。商場4樓名叫「新光購物中心」，因為當年新鴻基地產將4樓全層賣給新光酒樓集團，新光酒樓集團當年將4樓全層用作新光酒樓，但新光酒樓結業後，新光酒樓集團將4樓間細出租，因此商場4樓的裝修風格與其他樓層截然不同。而地下中庭曾經設有水池，不過在1990年代翻新工程後消失。
2004年11月，馬亞木以1.818億元向新光酒樓買入4樓，面積約2.7萬方呎，每呎逾6700元，當時獲另一酒樓以每月約100萬元承租。現時，4樓仍是有單一業主持有，間細出租，其中部份位置為龍悅酒家。

## 展覽場地
- 設有2個展覽場地，一是位於地下大堂中庭（面積1,000平方呎），另外位於三樓港鐵站通道空間（面積35平方呎）。

## 租戶(部分)

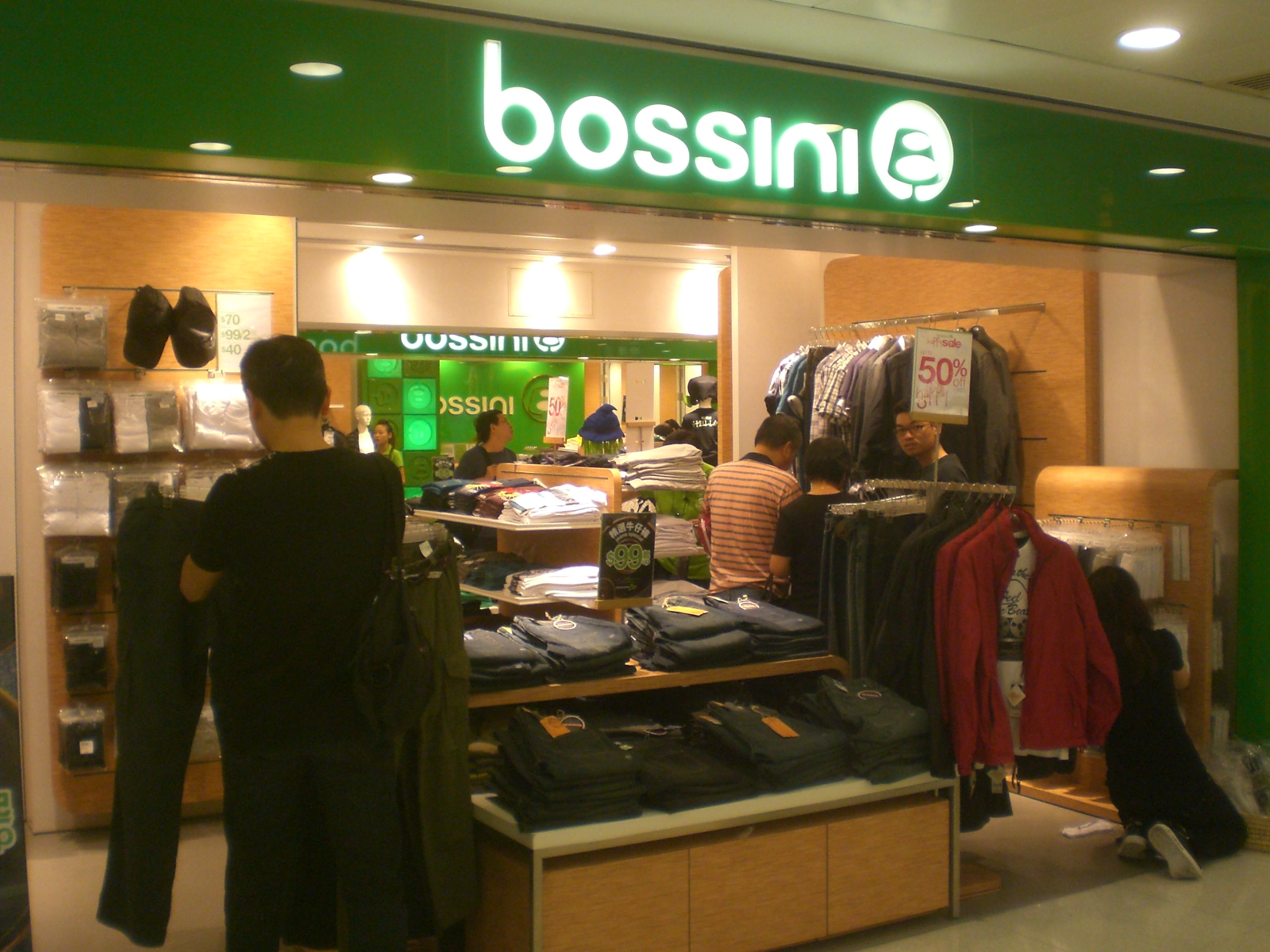
堡獅龍
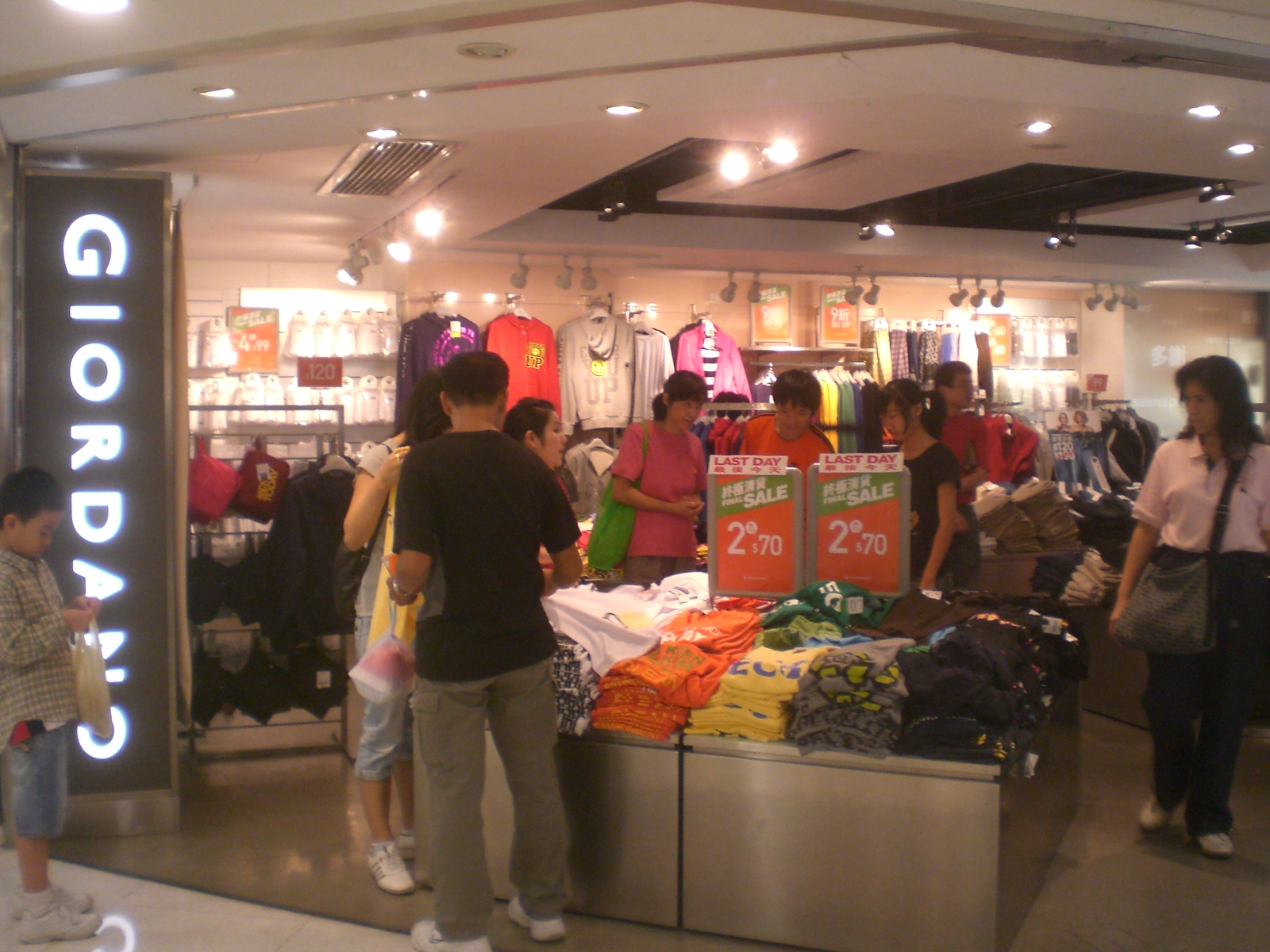
佐丹奴（已於一樓重開）
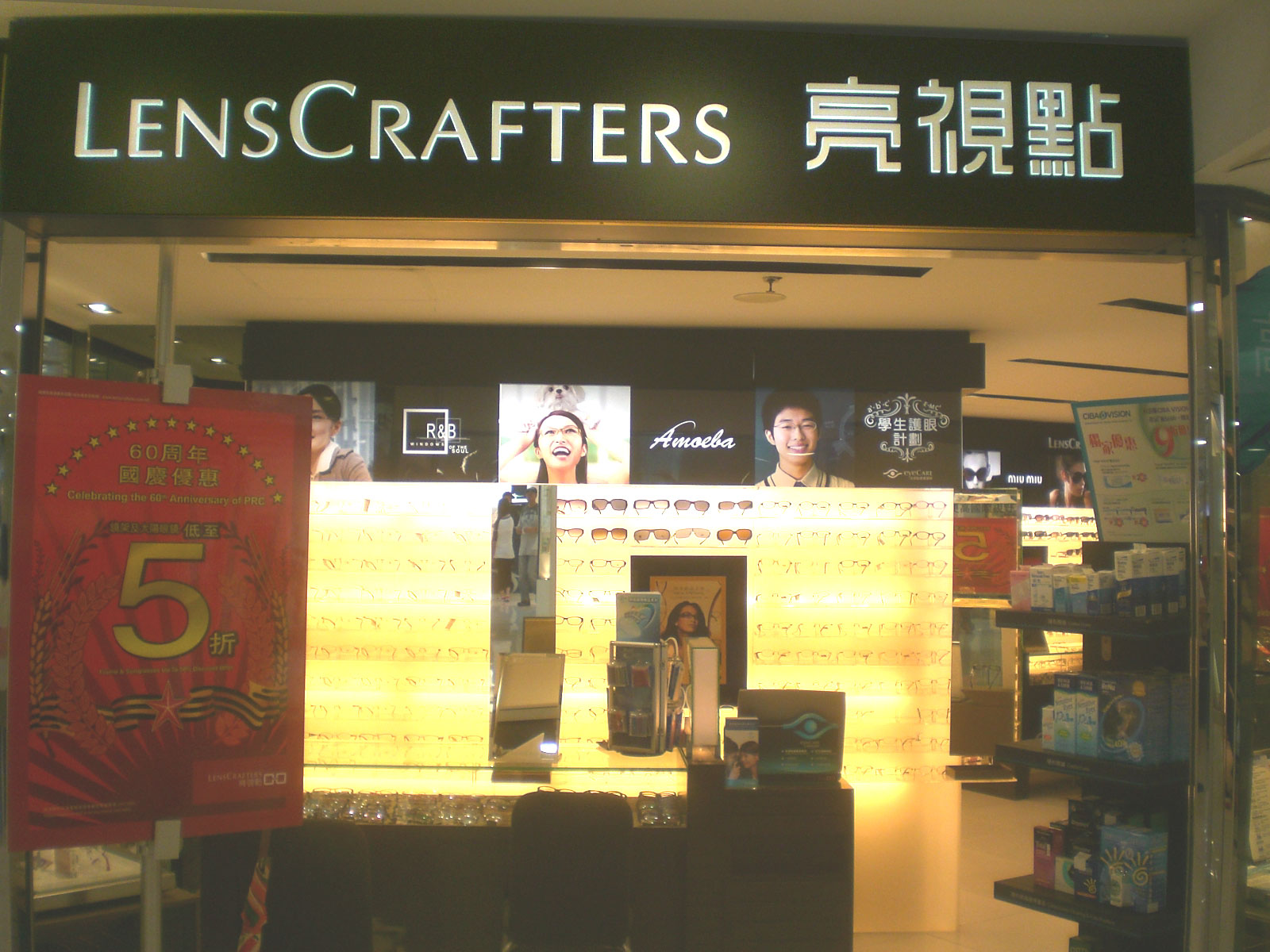
亮視點（已結業）

## 行人天橋
- 設有行人天橋通往其他商場。
- 從新翠商場，近港鐵柴灣站E出口(即小商場及政府合署)出，經行人天橋至興華廣場及柴灣戲院大廈，落環翠道的出口處，經連城道斜路，可徒步至連翠邨及哥連臣角各個墳場。
- 從新翠商場，近港鐵柴灣站A出口(即三樓主要商場)出，經行人天橋穿過環翠邨，進入環翠邨公園，沿石級斜路，可徒步至哥連臣角各個墳場。

## 事件

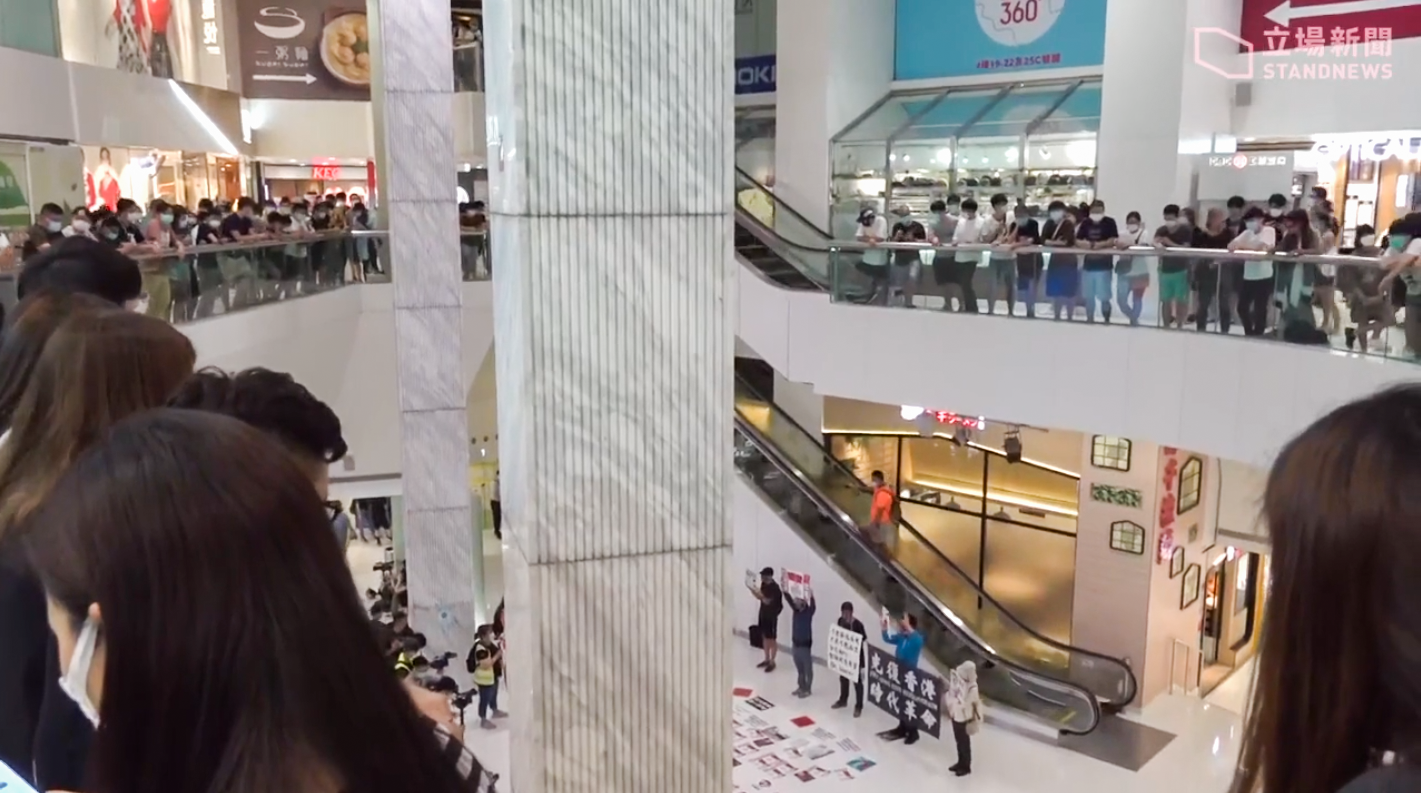
「新翠和你唱」

2020年5月23日傍晚6時，商場有聚集唱歌活動，參與的市民高叫口號，包括「國歌惡法」。而柴灣站有警員截查市民，搜查隨身物品。到活動結束後半小時，現場人士發現3名便衣警員在商場內，其後多名軍裝警員進入商場，多間商店隨即落閘。

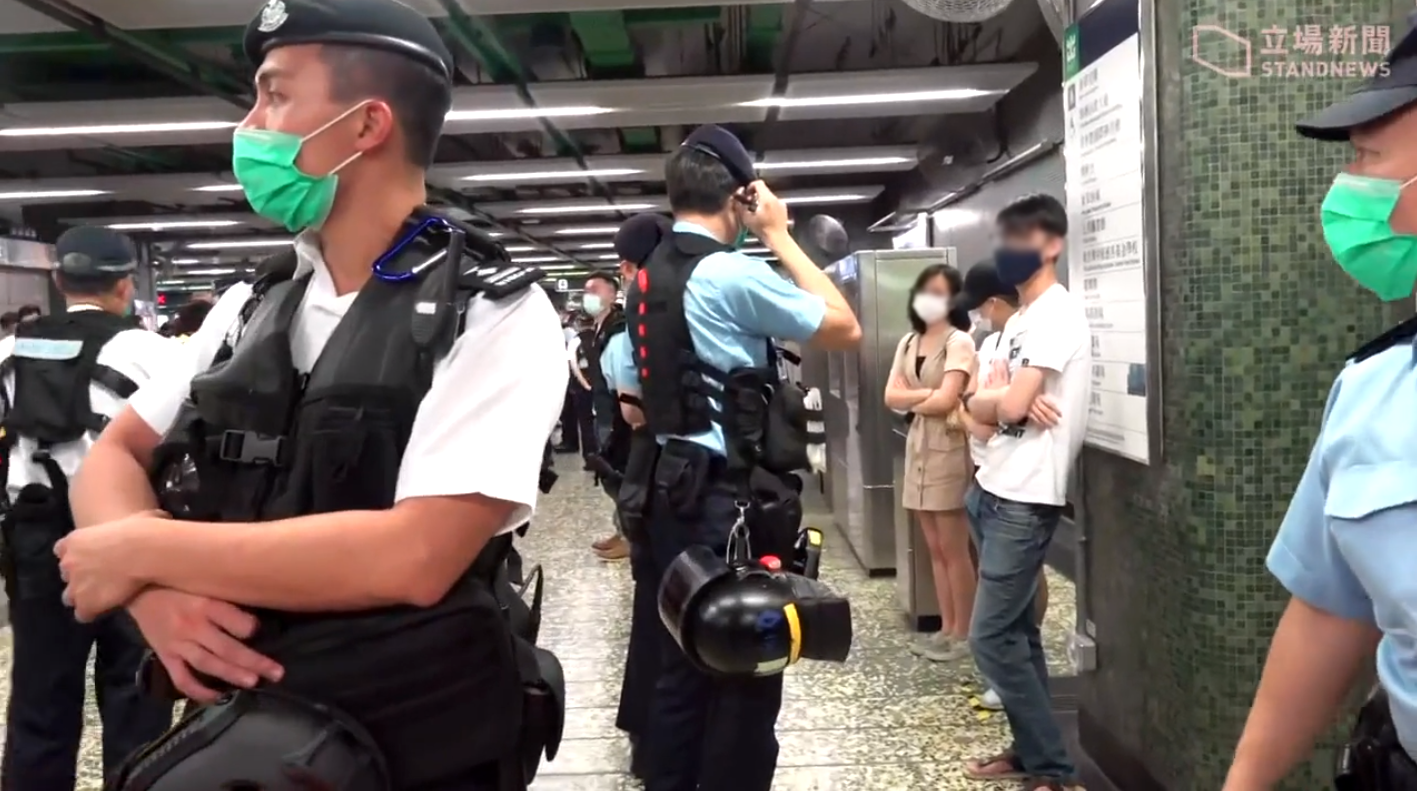
柴灣站有警員截查4名市民
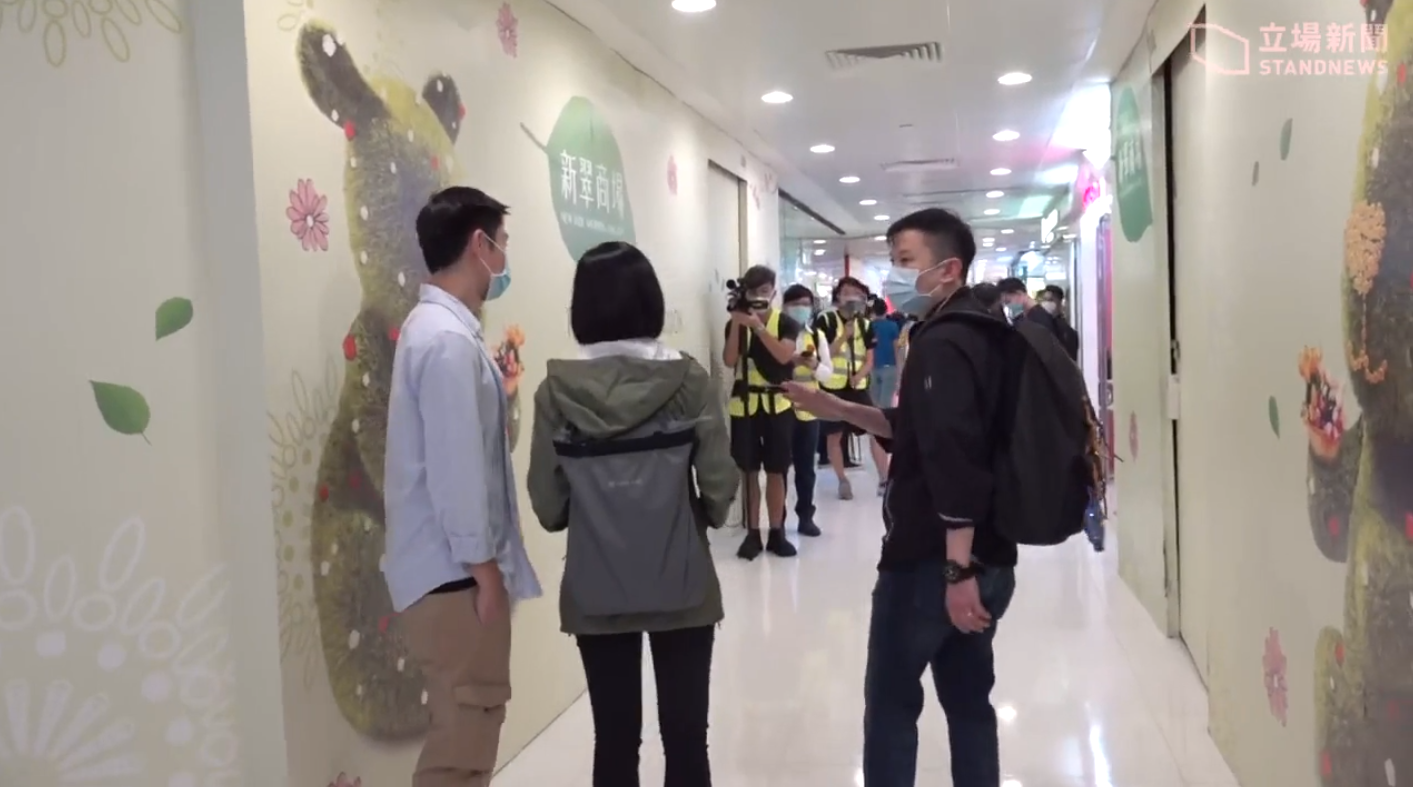
新翠商場內有3名便衣警員被市民發現
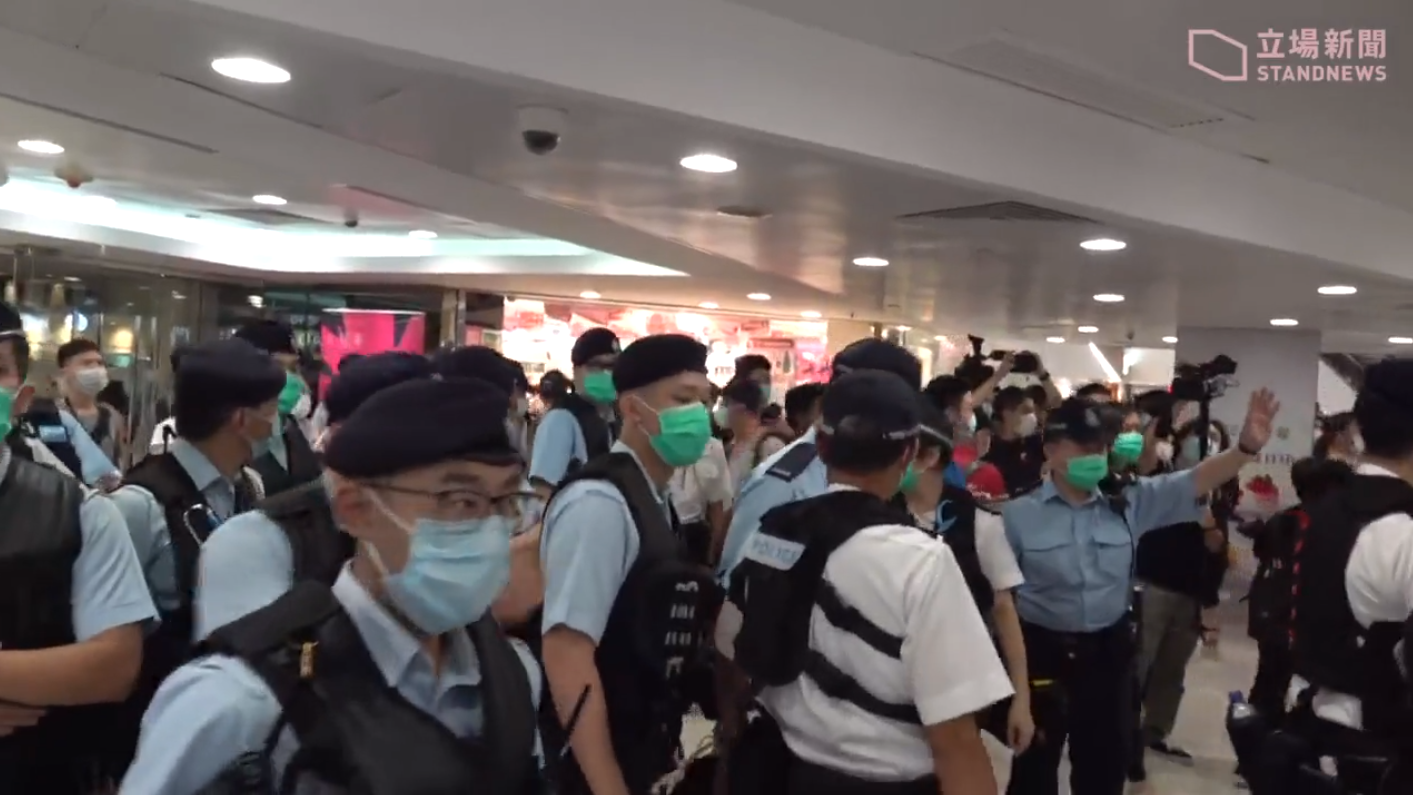
多名軍裝警員進入商場
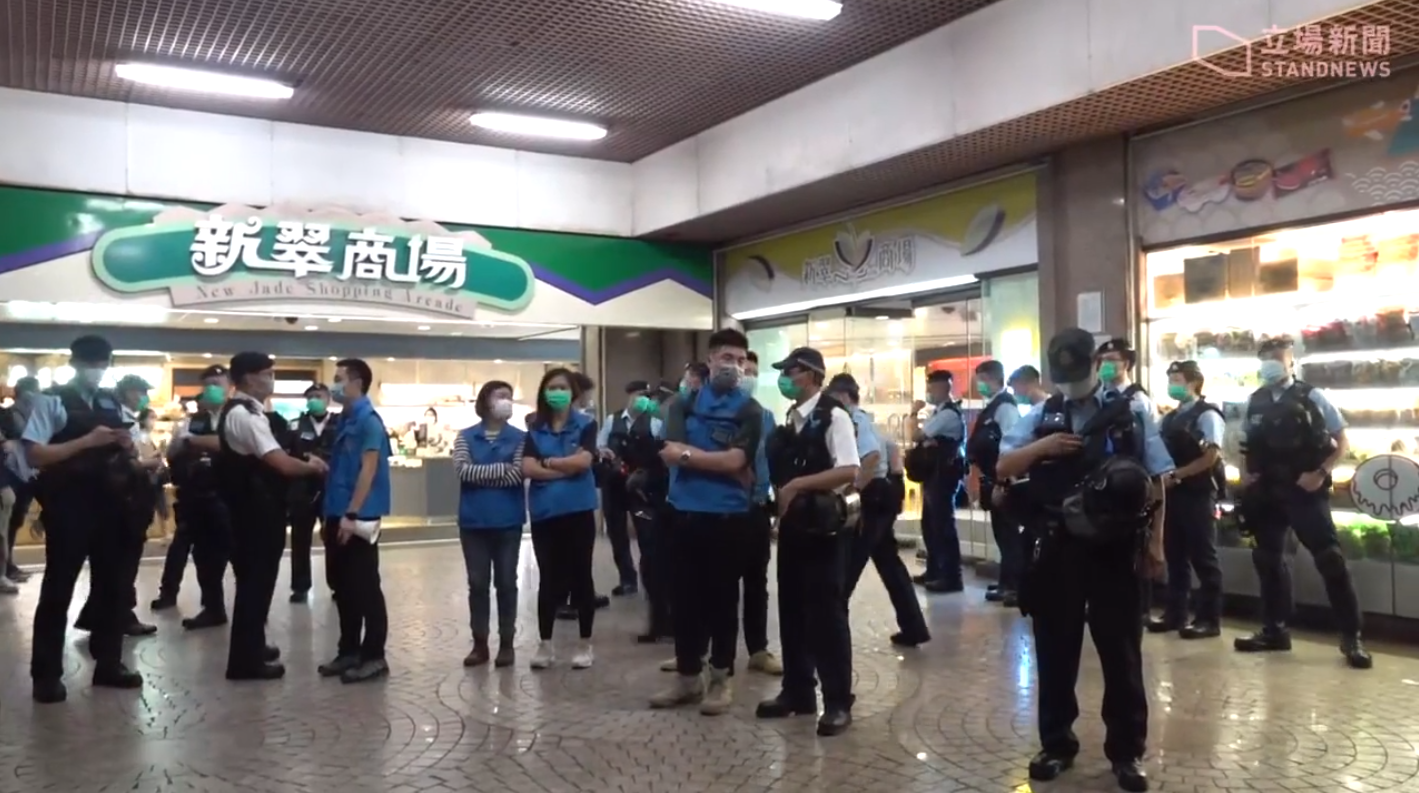
活動結束後，多名警員仍在商場入口戒備

## 鄰近地點
- 康翠臺
- 永利中心
- 柴灣青年發展中心
- 興華邨興華廣場
- 柴灣工廠大廈
- 羅屋民族館
- 柴灣公園
- 漁灣邨
- 怡翠苑
- 吉勝街
- 東區走廊
- 祥利街
- 環翠道
- 環翠邨環翠商場
- 柴灣戲院大廈
- 柴灣哥連臣角各個墳場

## 外部連結
- 新翠商場 （页面存档备份，存于）
- 中原地圖:新翠花園的位置 （页面存档备份，存于）

1. ↑  . 蘋果日報. 2004年11月12日  [2020年1月10日]. （原始内容存档于2020年3月29日）.
2. ↑  楊婉婷，余睿菁. . 香港01. 2020-05-23  [2020-05-23]. （原始内容存档于2020-08-28）.
3. ↑  . 頭條日報. 2020-05-23  [2020-05-23]. （原始内容存档于2020-08-28）.